# Ранко Маринковић
Ранко Маринковић (Вис, 22. фебруар 1913 – Загреб, 28. јануар 2001) био је југословенски и хрватски књижевник и академик. Маринковић је био директор драме Хрватског народног казалишта и члан Српске академије наука и уметности. За роман Киклоп 1965. године добио је престижну НИН-ову награду.

## Биографија
Ранко Маринковић рођен је 1913. године у граду Вису на истоименом јадранском острву. Потиче из старе породице која се у Комижи, граду на острву Вису, помиње још од 15. века. Основну школу завршио је 1923. на Вису, нижу гимназију 1927. у Сплиту, а вишу 1932. у Загребу. Студије романистике завршио је 1935. године на Филозофском факултету у Загребу, где је и дипломирао 1938. године. До избијања рата радио је као наставник у приватној гимназији Зденка Војновића. У пролеће 1943. интерниран је у италијански логор Ферамонте у Калабрији, а после пада Италије преко Барија је стигао у савезнички збег у Ел Шат на Синају. Током боравка у збегу био је секретар Културно-информативног одељења.
После рата радио је у Министарству просвете Народне Републике Хрватске, Накладном заводу Хрватске, био је управник Драме загребачкога Хрватског народног казалишта. Године 1950. био је један је од оснивача Казалишне академије (касније Академија за казалишну и филмску умјетност) на којој је предавао, прво као доцент а затим ванредни и редовни професор све до пензионисања 1983. године. Прва супруга му је била Бранка Ракић, балетска критичарка и преводилац.
Члан је Друштва књижевника Хрватске од 1945. Од 1968. је дописни члан Српске академије Наука и уметности (Одељење језика и књижевности), а 1998. године, по распаду Југославије, преведен је у иностраног члана. Од 1983. је редовни члан Југословенске академије знаности и уметности (данас Хрватска академија знаности и умјетности).

## Књижевни рад
Ранко Маринковић је већ током школовања почео у књижевним часописима да објављује поезију, прозу, есеје и критике. У загребачком Хрватском народном казалишту 1939. године изведена је његова прва драма Албатрос, касније штампана као саставни део његове прве прозне књиге. После рата развио се у значајног писца са ових простора, никада не инсистирајући на квантитету – објављивао је мало, али је увек успевао да сваким делом унапреди квалитет свог стваралаштва. Своје радове наставио је да објављује у часописима, листовима и разним другим публикацијама: Младост, Учитељски подмладак, Даница, Јужни преглед”, „Књижевни хоризонти”, „Дани и људи”, „Арс 37”, „Нова ријеч”, „Новости”, „Хрватски књижевни зборник”, „Република”, „Радио Загреб, Радио Београд, Хрватско коло, Народни лист, Сведочанства, Загребачки тједник, НИН, Политика, Нова мисао, Вјесник, Књижевност, Књижевне новине, Побједа, Современост, Вјесник у сриједу, Борба, Просвјета, Јединство, Нови лист, Рад, Телеграм, Панорама, Дело и другим. Његова дела су превођена на више језика.
Најзначајнија књига прозе је збирка Руке, штампана у тридесетак издања, са којом је задобио пажњу и похвале критике. За роман Киклоп 1965. године добио је НИН-ову награду. Жири у саставу Велибор Глигорић (председник), Милош И. Бандић, Борислав Михајловић Михиз, Мухарем Первић, Ели Финци и Петар Џаџић своју одлуку донео је једногласно.

## Позоришне адаптације и екранизације
Прва Маринковићева драма Албатрос постављена је на сцену још 1939. године, а драма Глорија из 1955. најпознатија је и најизвођенија његова драма. У Српском народном позоришту приказана је 1984 године. Осим драма драматизована су и друга његова дела: роман Киклоп (1974), новеле Прах (1975) и Загрљај (1976). Киклопа је за сцену адаптирао југословенски позоришни редитељ Коста Спаић 1976. године.
Према роману Киклоп 1982. године снимљен је истоимени филм, а наредне године и ТВ серија Киклоп, обе екранизације у режији Антуна Врдољака.

## Награде и признања
- Савезна награда 1948.
- Награда града Загреба за драму Глорија 1965.
- НИН-ова награда за роман Киклоп 1965.
- Награда града Загреба 1966.
- Горанова награда 1966.
- Награда Владимир Назор за животно дело 1976.

Одликован је Орденом заслуга за народ за рад у Ел Шату, Орденом рада и републичким Орденом са сребрним венцем.
Од 1964. године сваке суботе у загребачком Вечерњем листу излазе прозни текстови познатих и мање познатих аутора. Већ после две године, 1966. покренуто је и такмичење за најбољу кратку причу, када су додијељене и прве награде. Од 2001. године, у част писца, ова награда носи име Награда Ранко Маринковић за најбољу кратку причу.

## Дела
- Прозе (1948)
- Ни браћа ни рођаци - збирка прозе (1949)
- Гесте и гримасе - критике и есеји о драми, позоришту и филму (1951)
- Под балконима - збирка прозе (1953)
- Руке - збирка прозе (1953)
- Глорија - драма (изведена 1955, штампана 1956)
- Понижење Сократа - збирка прозе (1959)
- Карневал и друге приповијетке (1964)
- Киклоп - роман (1965)
- Политеиа или Инспекторове сплетке - драма (1977)
- Заједничка купка - роман (1980)
- Пустиња - драма (1982)
- Невеселе очи клауна - књига есеја (1986)
- Невер море - роман (1993)[4]